# 孙立杰
孙立杰（1962年8月—），男，辽宁昌图人，中华人民共和国外交官，曾任中华人民共和国驻哈巴罗夫斯克总领事、中华人民共和国驻乌兹别克斯坦共和国特命全权大使和中华人民共和国驻斯洛伐克共和国特命全权大使。

## 生平
1982年，任中国人民解放军南京外国语学院教员。1986年，赴北京大学经济学系攻读硕士研究生，获经济学硕士学位。1989年毕业后进入外交部工作，先后在外交部苏联东欧司、外交部欧亚司、驻俄罗斯大使馆任职。2000年，任驻乌兹别克斯坦大使馆参赞。2003年，任驻哈萨克斯坦大使馆参赞。2008年9月，出任中华人民共和国驻哈巴罗夫斯克总领事。2012年，任上海合作组织中方国家协调员。2014年2月，出任中华人民共和国驻乌兹别克斯坦大使。2018年，任中国政府上海合作组织事务特别代表、上海合作组织中方国家协调员、外交部欧亚司副司长。2020年2月，出任中华人民共和国驻斯洛伐克大使。2023年8月，自驻斯洛伐克大使离任。

## 家庭
已婚，有一女。